# United (Pensilvania)
United es un área no incorporada ubicada en el condado de Westmoreland en el estado estadounidense de Pensilvania. United se encuentra ubicada dentro del municipio de Mount Pleasant.

## Geografía
United se encuentra ubicada en las coordenadas 40°13′06″N 79°29′16″O / 40.21833, -79.48778.